# Thomas Marshal Bibighaus
Thomas Marshal Bibighaus (* 17. März 1817 in Philadelphia,  Pennsylvania; † 18. Juni 1853 in Lebanon, Pennsylvania) war ein US-amerikanischer Politiker. Zwischen 1851 und 1853 vertrat er den Bundesstaat Pennsylvania im US-Repräsentantenhaus.

## Werdegang
Thomas Bibighaus besuchte die öffentlichen Schulen seiner Heimat. Nach einem anschließenden Jurastudium und seiner 1839 erfolgten Zulassung als Rechtsanwalt begann er in Lebanon in diesem Beruf zu arbeiten. Politisch wurde er Mitglied der Whig Party.
Bei den Kongresswahlen des Jahres 1850 wurde Bibighaus im 14. Wahlbezirk von Pennsylvania in das US-Repräsentantenhaus in Washington, D.C. gewählt, wo er am 4. März 1851 die Nachfolge von Charles Wesley Pitman antrat. Da er im Jahr 1852 aus gesundheitlichen Gründen auf eine weitere Kandidatur verzichtete, konnte er bis zum 3. März 1853 nur eine Legislaturperiode im Kongress absolvieren. Diese war von den Ereignissen im Vorfeld des Bürgerkrieges geprägt.
Nach seiner Zeit im US-Repräsentantenhaus praktizierte Thomas Bibighaus wieder als Anwalt. Er starb am 18. Juni 1853 in Lebanon, wo er auch beigesetzt wurde.